# Dichoptera stigivatta
Dichoptera stigivatta är en insektsart som beskrevs av Walker 1858. Dichoptera stigivatta ingår i släktet Dichoptera och familjen Dictyopharidae. Inga underarter finns listade i Catalogue of Life.